# 獨立級航空母艦
獨立級輕航空母艦（英文：Independence class small aircraft carrier）為美國於第二次世界大戰中以克里夫蘭級輕巡洋艦艦體所改建的輕型航空母艦，共建成9艘，全數於1943間服役。

## 設計
獨立級輕航艦的產生是由於美國羅斯福總統對於海軍造艦計劃的關注。1941年8月，美日之間開戰的機會越來越大，羅斯福總統在檢視造艦計劃時卻發現，新的艦隊航艦到1944年前可能都還無法服役。於是他要求能以巡洋艦艦體轉換為航艦。當時的研究認為這種改裝航艦會有很多安全與適航上的限制，但到12月7日日本突襲珍珠港後，美軍發現它必需盡速增建航空母艦。於是美國海軍一方面加速艾塞克斯級航空母艦的建造，另一方面，進一步的研究也發現這種巡洋艦尺寸的改裝航艦，其獲益可能較預期成功許多。於是從1942年1月到6月，將9艘1941會計年度中預備建造的9艘克里夫蘭級輕巡洋艦改造為航空母艦。但為了要支持艦島以及其它額外的重量，因此艦體中央寬度較原始設計增加了5英呎。
獨立級航艦原被分類為航空母艦（aircraft carrier），分類代號為CV。1943年7月15日重分類後改稱小型航空母艦（small aircraft carrier），一般又稱為輕型航空母艦（light aircraft carrier），分類代號為CVL。這些航艦在1943年1月到12月間陸續成軍服役，與前8艘艾塞克斯級航艦服役時間約略相同。獨立級輕航艦原計劃搭載戰鬥機、俯衝轟炸機與魚雷轟炸機各9架，但到1944年時的標準飛行大隊編制則為25架戰鬥機與9架魚雷轟炸機。這些輕航艦對美軍從1943年11月至1945年8月之間的作戰有相當重要的貢獻，以菲律賓海海戰為例，同級艦中有8艘參戰，並提供了40%的戰鬥機與36%的魚雷轟炸機。
雖然如此，這些改裝航艦仍是屬於一種應急的航艦，狹窄而且較短的飛行甲板使得艦載機起降的風險較正規航艦為高。其它如飛機搭載量，耐航性與防護力都有許多限制。例如雷伊泰灣海戰中損失的普林斯頓號，雖然只被命中一枚炸彈，但由於該艦較薄的機庫甲板裝甲與許多須存放於機庫甲板的軍火，讓該艦引發多次爆炸，最後被迫鑿沉。

### 航空設施
獨立級的飛行甲板為一長方形之木質結構，長度174.4公尺、寬度22.3公尺。由於飛行甲板長度相對較短，因此配備了2條液壓彈射器為重型攻擊機提供起飛動力。在艦島前方裝有一具吊運力7噸的起重機，可在靠港時協助後勤作業。

機庫尺寸長65.5公尺、寬17.6公尺，兩座飛機升降機均設置在船體中心線上，長12.8公尺、寬13.4公尺，連接機庫的首尾端。
航空燃油油庫的儲油量則有122,243加侖（462,700公升，或462.7噸） 

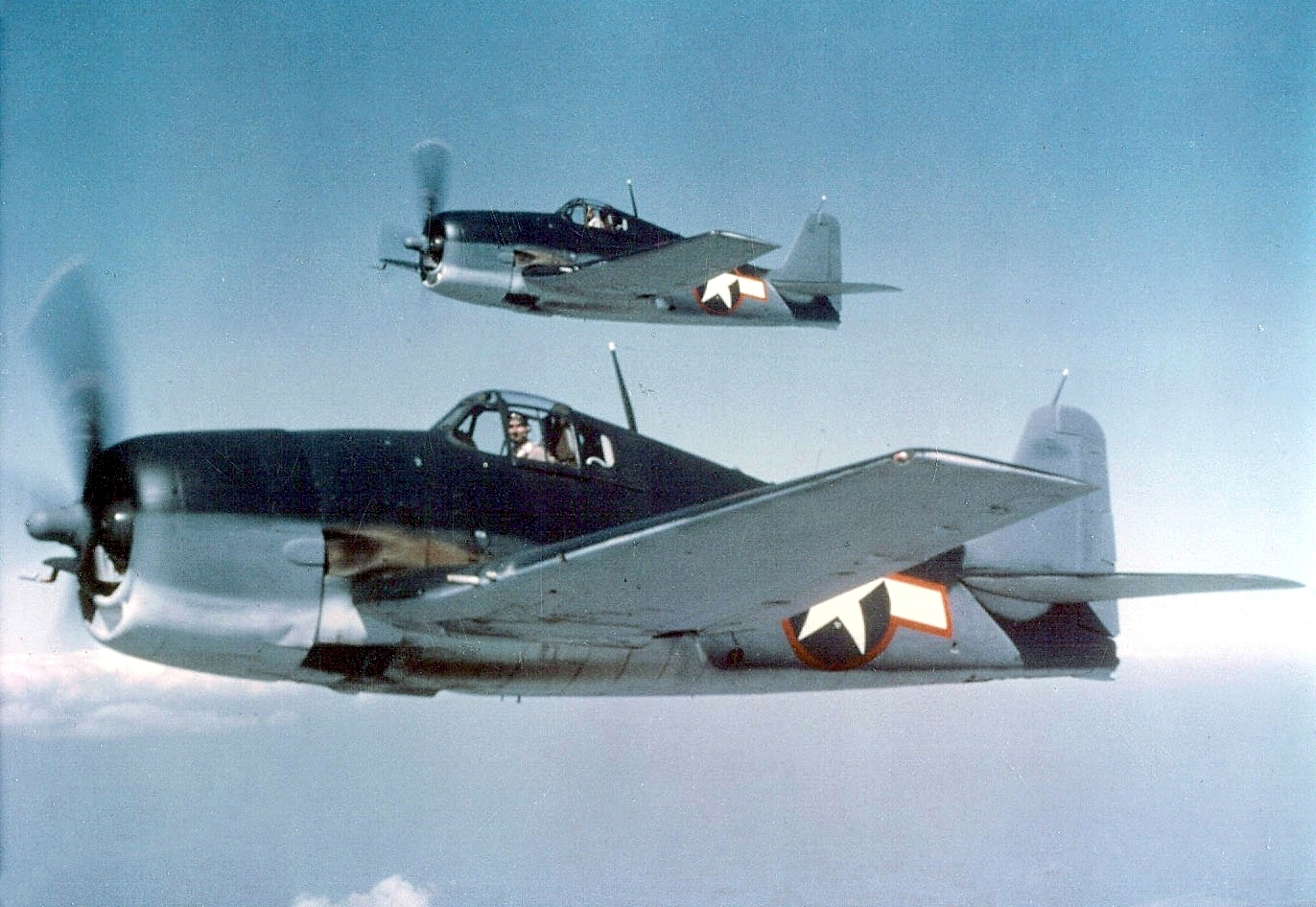
地獄貓戰鬥機

最初，獨立級的設計目標是配備戰鬥機、俯衝轟炸機、魚雷轟炸機各9架，總和27架。但是在作戰經驗的積累後改變了編制，投入作戰的獨立級艦載航空隊基本編制是24架地獄貓戰鬥機與9架復仇者魚雷轟炸機，在1943年獨立號航空母艦曾短暫的運用過地獄俯衝者攻擊機，但不久後即撤離。雖然裝有彈射器，但對於滿載的美軍艦載攻擊機來說獨立級的飛行甲板仍然太短，戰術操作限制太多，而美軍艦載戰鬥機後來都具備對地炸射的載彈彈性舒緩了獨立級運作機型的壓力。在二戰末期進攻日本本土，防空作戰更加吃重時，獨立級曾有配備36架地獄貓戰鬥機的編制。

### 動力機組
獨立級航艦的動力裝置為4座工作溫度攝氏455度、鍋爐操作壓力39巴，每座鍋爐連接一具通用電氣製造的減速齒輪式蒸汽渦輪推進器，4具推進器總和最大輸出為100,000匹軸馬力，可讓獨立級的極速達到時速31.6節。因為船寬與滿載噸位較原型版本要大了一些，因此無法達到克里夫蘭級的32.5節。獨立級的鍋爐用重油搭載量為2,789噸，可以在15節航速下續航10,000海浬，在巡航速度下的情況每分鐘耗油60加侖（227公升）。

## 同級艦
- 獨立號（USS Independence，CV/CVL-22），1941年5月以阿姆斯特丹號（USS Amsterdam，CL-59）放置龍骨，1942年1月變更用途，1942年8月下水，1943年1月服役。戰後參加十字路行動，但在兩次試驗中都存活下來並僅受輕傷，之後以報廢船身分作為放射線污染研究樣本，由於放射線污染所以不能以正常方式拆解，因此於1951年1月作為靶艦擊沉。

- 普林斯頓號（USS Princeton，CV/CVL-23），1941年6月以塔拉哈西號（USS Tallahassee，CL-61）放置龍骨，1942年2月變更用途，1942年10月下水，1943年2月服役，1944年10月24日於雷伊泰灣海戰中受到重創而被鑿沉。

- 貝露森林號（USS Belleau Wood，CV/CVL-24），1941年5月以紐哈芬號（USS New Haven，CL-76）放置龍骨，1942年2月變更用途，1942年12月下水，1943年3月服役，1947年1月除役，1953年9月轉移給法國海軍，仍名貝露森林號（Bois Belleau [2]，R97）。在法國海軍服役到1960年，之後將該艦送返美國保存，1960年10月1日除籍，同年11月出售拆解。

- 科本斯號（USS Cowpens，CV/CVL-25/AVT-1），1941年5月以杭亭頓號（USS Huntington，CL-77）放置龍骨，1942年3月變更用途，1943年2月下水，1943年6月服役，1947年1月除役，1959年5月回役並改編為輔助飛機運輸艦（Auxiliary Aircraft Transport），編號為AVT-1 [3]，同年11月除役及除籍，1960年出售拆解。

- 蒙特利號（USS Monterey，CV/CVL-26/AVT-2），1941年12月以德頓號（USS Dayton，CL-78)放置龍骨，1942年3月變更用途，1943年2月下水，1943年6月服役，1947年1月降為預備役封存，1950年9月復役擔任訓練航艦，1956年1再次退役封存，1959年5月再復役作為飛機運輸艦使用，1970年6月退役，1971年5月出售拆解。

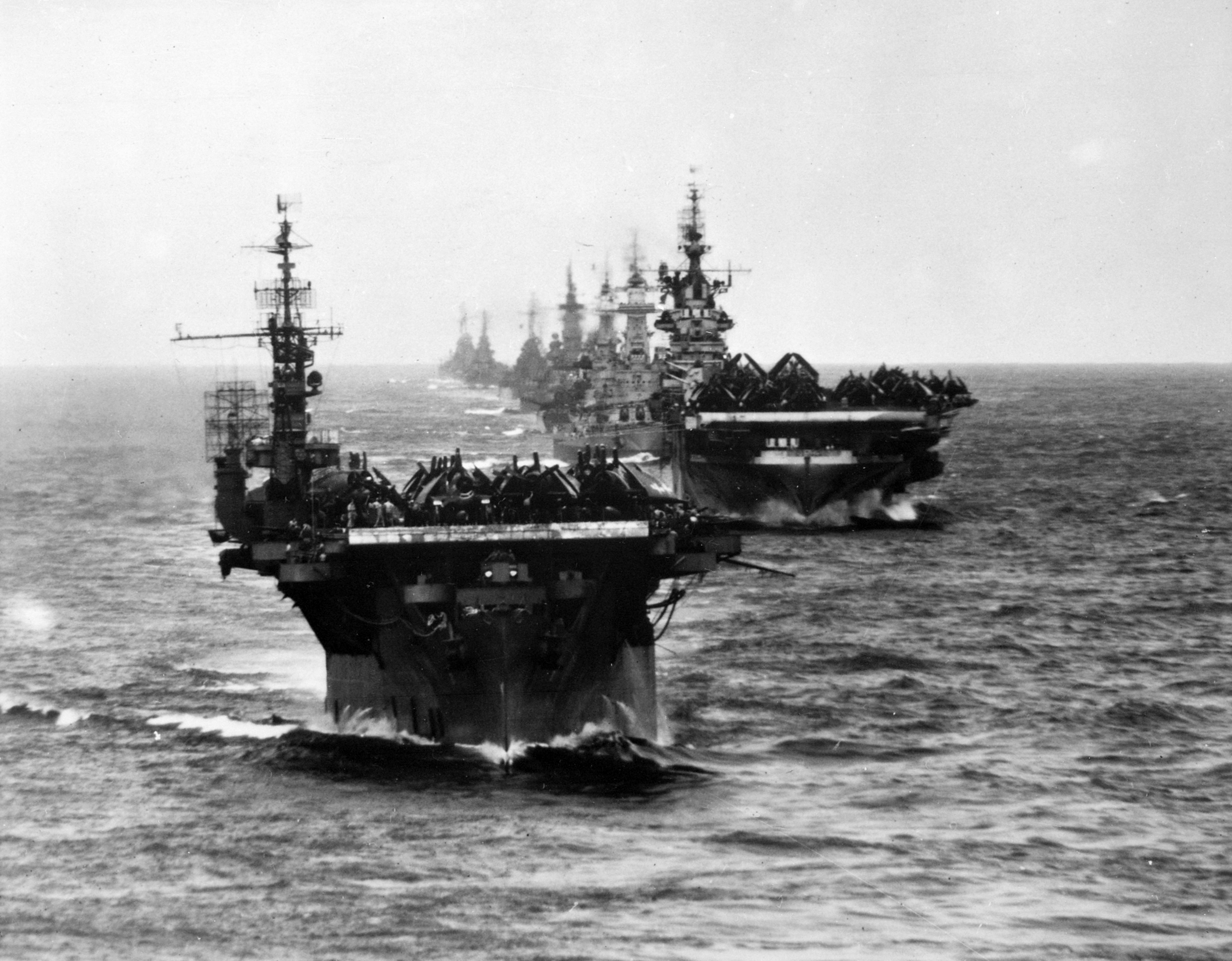
TF 38.3魚貫進入烏利西環礁，畫面前景即蘭利號，攝於1944年12月

- 蘭利號（USS Langeley，CV/CVL-27），原先預定為法戈號（USS Fargo，CL-85)，1942年3月放置龍骨，1943年5月下水，1943年8月服役，1947年1月封存，1951年6月2日轉移給法國海軍更名為拉法葉號（La Fayette，R96)，1963年3月法國歸還此艦，同時除役除籍。1964年出售拆解。

- 卡伯特號（USS Cabot，CV/CVL-28/AVT-3），原先預定為維明頓號（USS Wilmington，CL-79)，1942年3月放置龍骨，1943年4月下水，1943年7月服役，1947年2月封存，1948年10月回役擔任預備訓練航艦。1951年進行反潛航艦身的現代化工程，但分類代號並未改為CVS。1955年除役，1959年5月再變更為飛機運輸艦。1967租借給西班牙海軍更名為迷宫號（Dedalo，PH-01/PA-01/R-01)，1972年8月從美國海軍除籍後即售給西班牙海軍，1989年8月除役。隨後西班牙海軍將此艦贈送給美國民間博物館，後因債務因素於1999年9月賣給拆船商拆解，雖然其艦橋曾暫時保留，但仍在2007年拆解，此為美國第二次世界大戰時所有100多艘輕航艦與護航航艦裡，最後一件殘存品。

- 巴丹號（USS Bataan，CV/CVL-29/AVT-4），原先預定為水牛城號（USS Buffalo，CL-99)，1942年8月放置龍骨，1943年8月下水，1943年10月服役，1947年2月封存，1950年進行反潛航艦的現代化工程，但還是以攻擊航艦或飛機運輸艦來使用。1954年4月降為預備役，1959年5月再復役作為飛機運輸艦使用，1959年9月除籍，1961年出售拆解。

- 聖哈辛托號（USS San Jacinto，CV/CVL-30/AVT-5），原先預定為紐華克號（USS Newark，CL-100），改建為航艦時原名報復號（USS Reprisal），後來於1943年1月更名，1942年10月放置龍骨，1943年9月下水，1943年11月服役，1947年3月退役封存，1959年5月再復役作為飛機運輸艦，1970年6月除籍後出售拆解。

## 註解
1. ↑  Thomas J. Cutler. . Naval Institute Press. 2001. ISBN 978-1557502438.（英文）
2. ↑  Bois Belleau即Belleau Wood的法文寫法。
3. ↑  現在AVT這個代號指的是輔助飛機降落訓練艦（Auxiliary Aircraft Landing Training Ship），一般稱為訓練航空母艦，兩者使用目的不同。

## 外部連結
- （英文）Independence class small aircraft carriers, (CVL 22-30) （页面存档备份，存于）－Naval Historical Center